# Constant Douillard
Constant Douillard, né le 9 mars 1795 et mort le 9 septembre 1878 à Nantes, est un architecte français qui a généralement travaillé en association avec son frère aîné Louis-Prudent.

## Biographie

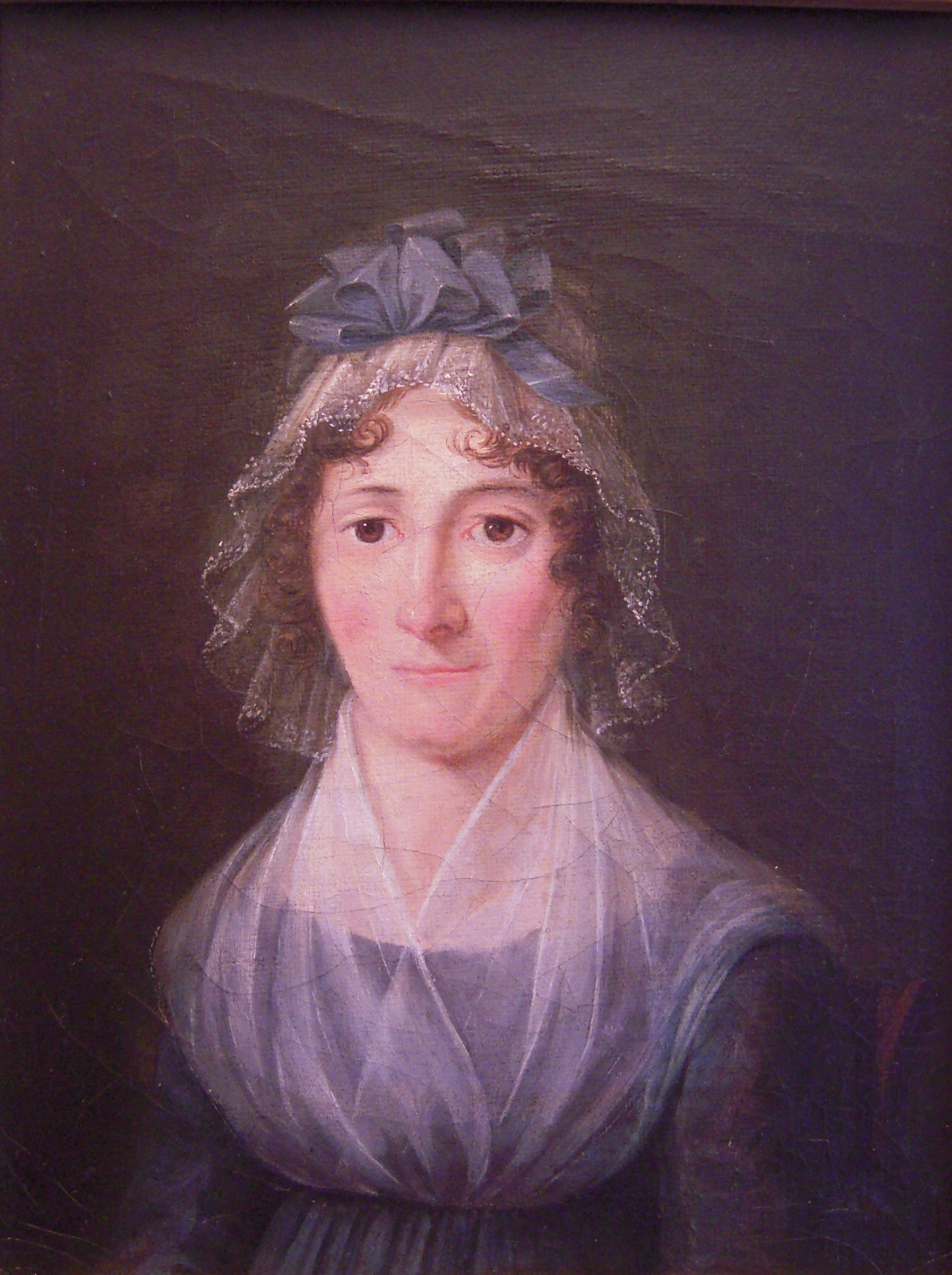
Portrait de Zita Crucy, épouse de Constant Douillard et fille de Louis Crucy.

### Origines, famille, formation
Constant Douillard est le fils de Julien-François Douillard, lui-même architecte, maire de Nantes en 1797-1798, député à la fin du Directoire et conseiller de préfecture pendant la période napoléonienne.
Le 10 mai 1823, il épouse Alexandrine-Zita Crucy (née en 1801), fille de Louis Crucy, le frère de Mathurin Crucy, architecte-voyer de la ville de Nantes de 1780 à 1800.
Le frère de Constant, Louis-Prudent, avait déjà épousé, 18 mois auparavant, la sœur ainée d'Alexandrine-Zita, Justine (née en 1798).

### Réalisations

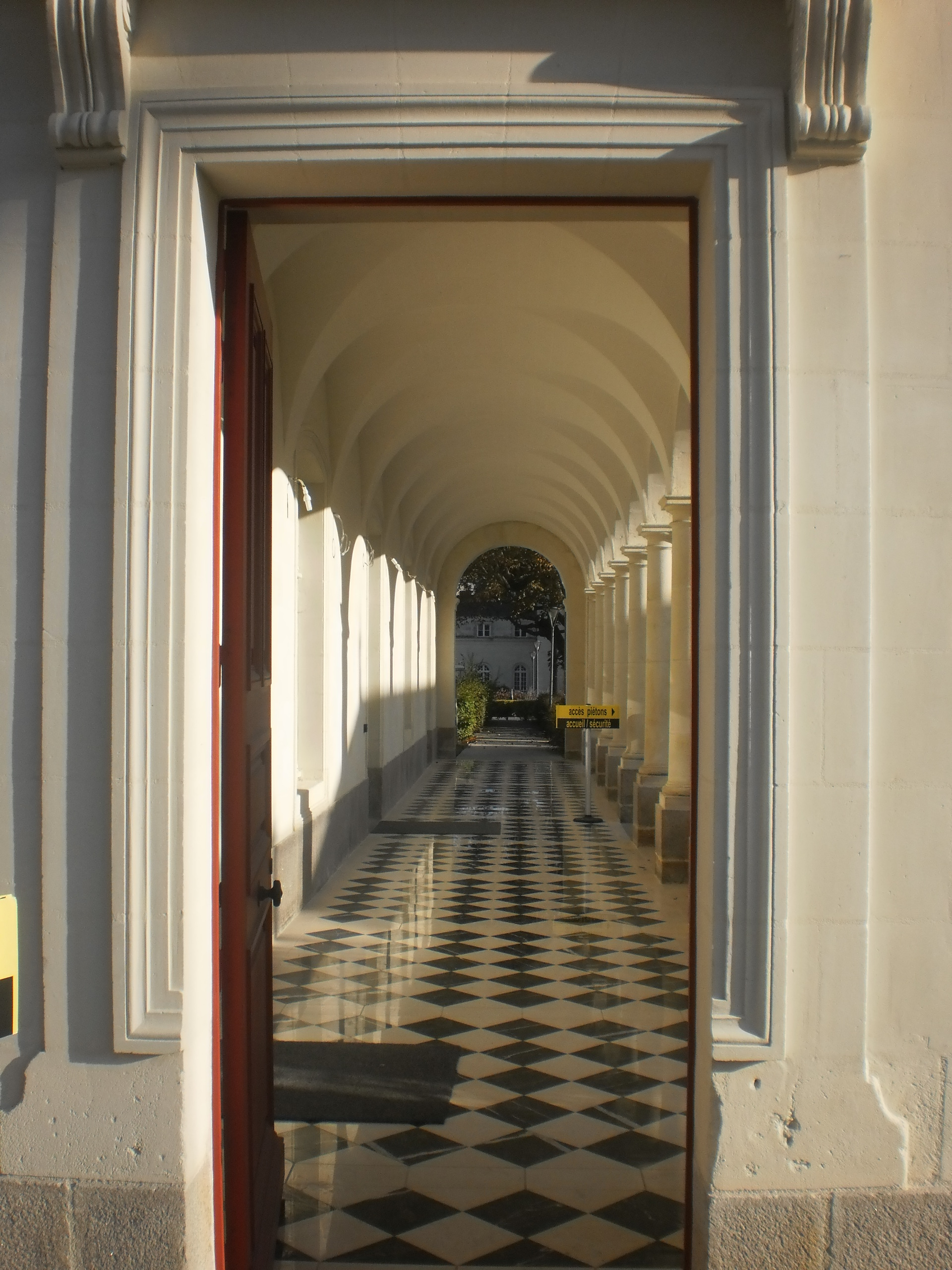
Couloir du pavillon d'entrée de l'hôpital Saint-Jacques de Nantes. (France)

À Nantes, Louis-Prudent et Constant Douillard conçoivent l'hôpital général Saint-Jacques, mettant en application les grands principes hygiénistes du XIXe siècle tels que la séparation des différents pavillons selon les spécialités médicales ainsi que l'aménagement de galeries de circulation reliant les pièces et facilitant l'aération des chambres. Son implantation sur les bords de la Loire, à l'emplacement de l'ancien hospice des pèlerins de Saint-Jacques, reflète aussi les soucis de ventilation. Ils réalisent aussi la place du Sanitat (1835) à l'endroit où s'élevait auparavant l'hospice de la ville de Nantes rendu inutile par la construction de l'hôpital Saint-Jacques. Cette place, un hémicycle formé par des immeubles à façade imposée et conçue comme un théâtre pour la façade de l'église Notre-Dame-de-Bon-Port (1846-1856, par Joseph-Fleury Chenantais et Saint-Félix Seheult), elle aussi érigée à ce moment, est fortement emprunte du néo-classicisme nantais. Ils sont aussi à l'origine de la place Sainte-Croix (années 1820) et de la chapelle des Capucins.
En dehors de Nantes, ils ont dirigé la construction d'un autre établissement de soins, l'hospice de Savenay, ainsi que de l'église paroissiale de Mauves-sur-Loire.

### Arboriculture
Constant Douillard a créé la variété de poire (ou cultivar) appelée Alexandrine Douillard qu'il a obtenue en 1849.

## Liens